# 羅克鎮區 (北達科他州本森縣)
羅克鎮區（英語：Rock Township）是位於美國北達科他州本森縣的一個鎮區。

## 地方資料
羅克鎮區的面積為94.37平方千米，當中陸地面積為93.54平方千米，而水域面積為0.82平方千米。根據2010年美國人口普查的數據，當地共有人口29人，而人口密度為每平方千米0.31人。